# Stschapoviaceae
Famille
Les Stschapoviaceae sont une famille d'algues brunes de l’ordre des Stschapoviales.

## Étymologie
Le nom vient du genre type Stschapovia, qui est l'éponyme rendant hommage à l'algologue russe Tatiana Shchapova, qui étudia la flore des mers du Japon et d'URSS entre les années 1930 et 1950.

## Liste des genres
Selon AlgaeBase (13 août 2017) et World Register of Marine Species (13 août 2017) :
- Stschapovia A.D.Zinova, 1954